# دنغزلو
دنغزلو هي قرية في مقاطعة سميرم، إيران. يقدر عدد سكانها بـ 697 نسمة بحسب إحصاء 2016.